# Cuire (metrostation)
Cuire is een metrostation en eindpunt van lijn C van de metro van Lyon, in  de Franse plaats Caluire-et-Cuire, een voorstad van Lyon. Het station is geopend op 10 december 1984, als uitbreiding vanaf station Croix-Rousse.
Als een van de weinige stations van de stad, bevindt dit station zich bovengronds. Ondanks het feit dat Cuire het eindstation van lijn C is, is het geen kopstation, maar bestaat het uit een zijperron langs een enkelspoor, waar de metrostellen binnenkomen en weer van vertrekken. Het spoor loopt na dit station door omdat dit traject deel uitmaakt van de buiten gebruik geraakte spoorlijn van het gesloten spoorwegstation Lyon-Croix-Rousse naar Trévoux.
Bij metrostation Cuire kan er over worden gestapt op de Trolleybus en er bevindt zich een P+R.